# Homalernis arystis
Homalernis arystis är en fjärilsart som beskrevs av Edward Meyrick 1918. Homalernis arystis ingår i släktet Homalernis och familjen vecklare. Inga underarter finns listade i Catalogue of Life.